# Euphranta myxopyrae
Euphranta myxopyrae är en tvåvingeart som beskrevs av Albany Hancock och Drew 1994. Euphranta myxopyrae ingår i släktet Euphranta och familjen borrflugor.
Artens utbredningsområde är Thailand. Inga underarter finns listade i Catalogue of Life.